# Поплавка (Роздільнянський район)
Попла́вка (в минулому Веселий Кут, Поплавського) — село в Україні, у Новоборисівській сільській громаді Роздільнянського району Одеської області. Населення становить 253 осіб.
До 17 липня 2020 року було підпорядковане Великомихайлівському району, який був ліквідований.

## Населення
Згідно з переписом 1989 року населення села становило 209 осіб, з яких 95 чоловіків та 114 жінок.
За переписом населення 2001 року в селі мешкали 244 особи.

### Мова
Розподіл населення за рідною мовою за даними перепису 2001 року:
| Мова       | Чисельність | Відсоток |
| ---------- | ----------- | -------- |
| українська | 240         | 94,86%   |
| російська  | 10          | 3,95%    |
| румунська  | 2           | 0,79%    |
| циганська  | 1           | 0,40%    |
| Усього     | 253         | 100%     |